# バトル・オブ・ロサンゼルス (プロレス)
バトル・オブ・ロサンゼルス（Battle of Los Angeles）は、プロレスリング・ゲリラ主催のシングルトーナメント戦。通称BOLA。
2014年（第10回）以降は、24人の出場者が8人ずつ3ブロックに分かれて予選トーナメントを行い、各ブロックの勝者が3WAYで決勝を戦い優勝者を決定する。

## 歴代優勝者
| 回     | 優勝者 | 準優勝者 | 決勝戦 |
| 第1回  | クリス・ボッシュ | AJスタイルズ | 2005年9月4日 |
| 出場者 | クリス・ボッシュ、AJスタイルズ、アメリカン・ドラゴン、クイックシルバー、クリストファー・ダニエルズ、ジェームズ・ギブソン、ケビン・スティーン、ロッキー・ロメロ、デイビー・リチャーズ、エル・ジェネリコ、フランキー・カザリアン、ジャック・エバンス、ジョーイ・ライアン、リッキー・レイエス、スコット・ロスト、スーパー・ドラゴン | クリス・ボッシュ、AJスタイルズ、アメリカン・ドラゴン、クイックシルバー、クリストファー・ダニエルズ、ジェームズ・ギブソン、ケビン・スティーン、ロッキー・ロメロ、デイビー・リチャーズ、エル・ジェネリコ、フランキー・カザリアン、ジャック・エバンス、ジョーイ・ライアン、リッキー・レイエス、スコット・ロスト、スーパー・ドラゴン | クリス・ボッシュ、AJスタイルズ、アメリカン・ドラゴン、クイックシルバー、クリストファー・ダニエルズ、ジェームズ・ギブソン、ケビン・スティーン、ロッキー・ロメロ、デイビー・リチャーズ、エル・ジェネリコ、フランキー・カザリアン、ジャック・エバンス、ジョーイ・ライアン、リッキー・レイエス、スコット・ロスト、スーパー・ドラゴン |
| 第2回  | デイビー・リチャーズ | CIMA | 2006年9月3日 |
| 出場者 | デイビー・リチャーズ、CIMA、エル・ジェネリコ、ジャック・エバンス、ロデリック・ストロング、スーパー・ドラゴン、オースチン・エリーズ、クリス・セイビン、ドラゴン・キッド、フランキー・カザリアン、堀口元気、ケビン・スティーン、クリス・ヒーロー、クラウディオ・カスタニョーリ、スコット・コルトン、デリリアス、ディスコ・マシン、M-Dogg 20、マット・サイダル、ネクロ・ブッチャー、クイックシルバー、ロッキー・ロメロ、RONIN、スコーピオ・スカイ        | デイビー・リチャーズ、CIMA、エル・ジェネリコ、ジャック・エバンス、ロデリック・ストロング、スーパー・ドラゴン、オースチン・エリーズ、クリス・セイビン、ドラゴン・キッド、フランキー・カザリアン、堀口元気、ケビン・スティーン、クリス・ヒーロー、クラウディオ・カスタニョーリ、スコット・コルトン、デリリアス、ディスコ・マシン、M-Dogg 20、マット・サイダル、ネクロ・ブッチャー、クイックシルバー、ロッキー・ロメロ、RONIN、スコーピオ・スカイ        | デイビー・リチャーズ、CIMA、エル・ジェネリコ、ジャック・エバンス、ロデリック・ストロング、スーパー・ドラゴン、オースチン・エリーズ、クリス・セイビン、ドラゴン・キッド、フランキー・カザリアン、堀口元気、ケビン・スティーン、クリス・ヒーロー、クラウディオ・カスタニョーリ、スコット・コルトン、デリリアス、ディスコ・マシン、M-Dogg 20、マット・サイダル、ネクロ・ブッチャー、クイックシルバー、ロッキー・ロメロ、RONIN、スコーピオ・スカイ        |
| 第3回  | CIMA | エル・ジェネリコ ロデリック・ストロング | 2007年9月2日 |
| 出場者 | CIMA、エル・ジェネリコ、ロデリック・ストロング、アレックス・シェリー、ナイジェル・マッギネス、PAC、クラウディオ・カスタニョーリ、ドラゴン・キッド、ジョーイ・ライアン、マット・サイダル、ネクロ・ブッチャー、SHINGO、オースチン・エリーズ、クリス・ヒーロー、デイビー・リチャーズ、ダグ・ウィリアムス、ヒューマン・トルネード、ジャック・エバンス、ジミー・レイブ、ケビン・スティーン、スコット・ロスト、横須賀享、トニー・コジナ、タイラー・ブラック | CIMA、エル・ジェネリコ、ロデリック・ストロング、アレックス・シェリー、ナイジェル・マッギネス、PAC、クラウディオ・カスタニョーリ、ドラゴン・キッド、ジョーイ・ライアン、マット・サイダル、ネクロ・ブッチャー、SHINGO、オースチン・エリーズ、クリス・ヒーロー、デイビー・リチャーズ、ダグ・ウィリアムス、ヒューマン・トルネード、ジャック・エバンス、ジミー・レイブ、ケビン・スティーン、スコット・ロスト、横須賀享、トニー・コジナ、タイラー・ブラック | CIMA、エル・ジェネリコ、ロデリック・ストロング、アレックス・シェリー、ナイジェル・マッギネス、PAC、クラウディオ・カスタニョーリ、ドラゴン・キッド、ジョーイ・ライアン、マット・サイダル、ネクロ・ブッチャー、SHINGO、オースチン・エリーズ、クリス・ヒーロー、デイビー・リチャーズ、ダグ・ウィリアムス、ヒューマン・トルネード、ジャック・エバンス、ジミー・レイブ、ケビン・スティーン、スコット・ロスト、横須賀享、トニー・コジナ、タイラー・ブラック |
| 第4回  | ロウ・キー | クリス・ヒーロー | 2008年11月2日 |
| 出場者 | ロウ・キー、クリス・ヒーロー、ブライアン・ダニエルソン、ナイジェル・マッギネス、ブランドン・ボーナム、吉野正人、スコット・ロスト、TJパーキンス、オースチン・エリーズ、チャック・テイラー、デイビー・リチャーズ、エル・ジェネリコ、ジョーイ・ライアン、ケニー・オメガ、ネクロ・ブッチャー、ニック・ジャクソン、ロデリック・ストロング | ロウ・キー、クリス・ヒーロー、ブライアン・ダニエルソン、ナイジェル・マッギネス、ブランドン・ボーナム、吉野正人、スコット・ロスト、TJパーキンス、オースチン・エリーズ、チャック・テイラー、デイビー・リチャーズ、エル・ジェネリコ、ジョーイ・ライアン、ケニー・オメガ、ネクロ・ブッチャー、ニック・ジャクソン、ロデリック・ストロング | ロウ・キー、クリス・ヒーロー、ブライアン・ダニエルソン、ナイジェル・マッギネス、ブランドン・ボーナム、吉野正人、スコット・ロスト、TJパーキンス、オースチン・エリーズ、チャック・テイラー、デイビー・リチャーズ、エル・ジェネリコ、ジョーイ・ライアン、ケニー・オメガ、ネクロ・ブッチャー、ニック・ジャクソン、ロデリック・ストロング |
| 第5回  | ケニー・オメガ | ロデリック・ストロング | 2009年11月21日 |
| 出場者 | ケニー・オメガ、ロデリック・ストロング、ブランドン・ガットソン、ジョーイ・ライアン、アレックス・シェリー、ブライアン・ケンドリック、ヒューマン・トルネード、スコット・ロスト、オースティン・エリーズ、コルト・カバナ、エル・ジェネリコ、ジェローム・ロビンソン、ジョニー・グッドタイム、ケビン・スティーン、ニック・ジャクソン、マット・ジャクソン | ケニー・オメガ、ロデリック・ストロング、ブランドン・ガットソン、ジョーイ・ライアン、アレックス・シェリー、ブライアン・ケンドリック、ヒューマン・トルネード、スコット・ロスト、オースティン・エリーズ、コルト・カバナ、エル・ジェネリコ、ジェローム・ロビンソン、ジョニー・グッドタイム、ケビン・スティーン、ニック・ジャクソン、マット・ジャクソン | ケニー・オメガ、ロデリック・ストロング、ブランドン・ガットソン、ジョーイ・ライアン、アレックス・シェリー、ブライアン・ケンドリック、ヒューマン・トルネード、スコット・ロスト、オースティン・エリーズ、コルト・カバナ、エル・ジェネリコ、ジェローム・ロビンソン、ジョニー・グッドタイム、ケビン・スティーン、ニック・ジャクソン、マット・ジャクソン |
| 第6回  | ジョーイ・ライアン | クリス・ヒーロー | 2010年9月5日 |
| 出場者 | ジョーイ・ライアン、クリス・ヒーロー、クラウディオ・カスタニョーリ、ブランドン・ガットソン、戸澤陽、ブランドン・ボーナム、ロデリック・ストロング、オースティン・エリーズ、クリストファー・ダニエルズ、エル・ジェネリコ、ブライアン・ケイジ、ロッキー・ロメロ、リコシェ、ポール・ロンドン、チャック・テイラー、ライアン・テイラー、マット・ジャクソン、ニック・ジャクソン                                                                              | ジョーイ・ライアン、クリス・ヒーロー、クラウディオ・カスタニョーリ、ブランドン・ガットソン、戸澤陽、ブランドン・ボーナム、ロデリック・ストロング、オースティン・エリーズ、クリストファー・ダニエルズ、エル・ジェネリコ、ブライアン・ケイジ、ロッキー・ロメロ、リコシェ、ポール・ロンドン、チャック・テイラー、ライアン・テイラー、マット・ジャクソン、ニック・ジャクソン                                                                              | ジョーイ・ライアン、クリス・ヒーロー、クラウディオ・カスタニョーリ、ブランドン・ガットソン、戸澤陽、ブランドン・ボーナム、ロデリック・ストロング、オースティン・エリーズ、クリストファー・ダニエルズ、エル・ジェネリコ、ブライアン・ケイジ、ロッキー・ロメロ、リコシェ、ポール・ロンドン、チャック・テイラー、ライアン・テイラー、マット・ジャクソン、ニック・ジャクソン                                                                              |
| 第7回  | エル・ジェネリコ | ケビン・スティーン | 2011年8月20日 |
| 出場者 | エル・ジェネリコ、ケビン・スティーン、エディ・エドワーズ、ウィリー・マック、ロデリック・ストロング、クラウディオ・カスタニョーリ、デイブ・フィンレー、クリス・ヒーロー | エル・ジェネリコ、ケビン・スティーン、エディ・エドワーズ、ウィリー・マック、ロデリック・ストロング、クラウディオ・カスタニョーリ、デイブ・フィンレー、クリス・ヒーロー | エル・ジェネリコ、ケビン・スティーン、エディ・エドワーズ、ウィリー・マック、ロデリック・ストロング、クラウディオ・カスタニョーリ、デイブ・フィンレー、クリス・ヒーロー |
| 第8回  | アダム・コール | マイケル・エルガン | 2012年9月2日 |
| 出場者 | アダム・コール、マイケル・エルガン、サミ・キャラハン、リコシェ、ブライアン・ケイジ、エディ・エドワーズ、ロデリック・ストロング、TJパーキンス、Bボーイ、デイビー・リチャーズ、ドレイク・ヤンガー、エル・ジェネリコ、ジョーイ・ライアン、ケビン・スティーン、カイル・オライリー、ウィリー・マック | アダム・コール、マイケル・エルガン、サミ・キャラハン、リコシェ、ブライアン・ケイジ、エディ・エドワーズ、ロデリック・ストロング、TJパーキンス、Bボーイ、デイビー・リチャーズ、ドレイク・ヤンガー、エル・ジェネリコ、ジョーイ・ライアン、ケビン・スティーン、カイル・オライリー、ウィリー・マック | アダム・コール、マイケル・エルガン、サミ・キャラハン、リコシェ、ブライアン・ケイジ、エディ・エドワーズ、ロデリック・ストロング、TJパーキンス、Bボーイ、デイビー・リチャーズ、ドレイク・ヤンガー、エル・ジェネリコ、ジョーイ・ライアン、ケビン・スティーン、カイル・オライリー、ウィリー・マック |
| 第9回  | カイル・オライリー | マイケル・エルガン | 2013年8月31日 |
| 出場者 | カイル・オライリー、マイケル・エルガン、ドレイク・ヤンガー、ジョニー・ガルガノ、ブライアン・ケイジ、ケビン・スティーン、ロデリック・ストロング、ACH、チャック・テイラー、トーマソ・シャンパ、ウィリー・マック、ARフォックス、ジョーイ・ライアン、アンソニー・ニース、トレント?、リッチ・スワン | カイル・オライリー、マイケル・エルガン、ドレイク・ヤンガー、ジョニー・ガルガノ、ブライアン・ケイジ、ケビン・スティーン、ロデリック・ストロング、ACH、チャック・テイラー、トーマソ・シャンパ、ウィリー・マック、ARフォックス、ジョーイ・ライアン、アンソニー・ニース、トレント?、リッチ・スワン | カイル・オライリー、マイケル・エルガン、ドレイク・ヤンガー、ジョニー・ガルガノ、ブライアン・ケイジ、ケビン・スティーン、ロデリック・ストロング、ACH、チャック・テイラー、トーマソ・シャンパ、ウィリー・マック、ARフォックス、ジョーイ・ライアン、アンソニー・ニース、トレント?、リッチ・スワン |
| 第10回 | リコシェ | ロデリック・ストロング | 2014年8月31日 |
| 出場者 | リコシェ、ロデリック・ストロング、ジョニー・ガルガノ、ケニー・オメガ、トレバー・リー、AJスタイルズ、マット・サイダル、マイケル・エルガン、TJパーキンス、キャンディス・レラエ、ザック・セイバーJr.、リッチ・スワン、チャック・テイラー、クリス・セイビン、クリス・ヒーロー、アダム・コール、ACH、ボビー・フィッシュ、ビフ・ビューシック、セドリック・アレキサンダー、トマソ・チャンパ、ブライアン・マイヤーズ、ドリュー・グラック                      | リコシェ、ロデリック・ストロング、ジョニー・ガルガノ、ケニー・オメガ、トレバー・リー、AJスタイルズ、マット・サイダル、マイケル・エルガン、TJパーキンス、キャンディス・レラエ、ザック・セイバーJr.、リッチ・スワン、チャック・テイラー、クリス・セイビン、クリス・ヒーロー、アダム・コール、ACH、ボビー・フィッシュ、ビフ・ビューシック、セドリック・アレキサンダー、トマソ・チャンパ、ブライアン・マイヤーズ、ドリュー・グラック                      | リコシェ、ロデリック・ストロング、ジョニー・ガルガノ、ケニー・オメガ、トレバー・リー、AJスタイルズ、マット・サイダル、マイケル・エルガン、TJパーキンス、キャンディス・レラエ、ザック・セイバーJr.、リッチ・スワン、チャック・テイラー、クリス・セイビン、クリス・ヒーロー、アダム・コール、ACH、ボビー・フィッシュ、ビフ・ビューシック、セドリック・アレキサンダー、トマソ・チャンパ、ブライアン・マイヤーズ、ドリュー・グラック                      |
| 第11回 | ザック・セイバーJr. | クリス・ヒーロー | 2015年8月30日 |
| 出場者 | ザック・セイバーJr.、クリス・ヒーロー、マイク・ベイリー、ジャック・エバンス、ウィル・オスプレイ、マーティ・スカル、ブライアン・ケイジ、ビフ・ビューシック、トレバー・リー、ペンタゴン・ジュニア、トミー・エンド、マット・サイダル、リッチ・スワン、アンジェリコ、ティモシー・サッチャー、ドリュー・グラック、ドリュー・ギャロウェイ、リコシェ、エアロスター、アンドリュー・エバレット、マーク・アンドリュース、トレント?、ドラゴ、フェニックス        | ザック・セイバーJr.、クリス・ヒーロー、マイク・ベイリー、ジャック・エバンス、ウィル・オスプレイ、マーティ・スカル、ブライアン・ケイジ、ビフ・ビューシック、トレバー・リー、ペンタゴン・ジュニア、トミー・エンド、マット・サイダル、リッチ・スワン、アンジェリコ、ティモシー・サッチャー、ドリュー・グラック、ドリュー・ギャロウェイ、リコシェ、エアロスター、アンドリュー・エバレット、マーク・アンドリュース、トレント?、ドラゴ、フェニックス        | ザック・セイバーJr.、クリス・ヒーロー、マイク・ベイリー、ジャック・エバンス、ウィル・オスプレイ、マーティ・スカル、ブライアン・ケイジ、ビフ・ビューシック、トレバー・リー、ペンタゴン・ジュニア、トミー・エンド、マット・サイダル、リッチ・スワン、アンジェリコ、ティモシー・サッチャー、ドリュー・グラック、ドリュー・ギャロウェイ、リコシェ、エアロスター、アンドリュー・エバレット、マーク・アンドリュース、トレント?、ドラゴ、フェニックス        |
| 第12回 | マーティ・スカル | トレバー・リー ウィル・オスプレイ | 2016年9月4日 |
| 出場者 | フェニックス、ウィル・オスプレイ、カイル・オライリー、マット・リドル、ダルトン・キャッスル、ジャック・ギャラガー、クリス・ヒーロー、獣神サンダー・ライガー、マーク・アンドリュース、ピート・ダン、ジョン・ヘニガン、マット・サイダル、カマイタチ、トレバー・リー、ジェフ・コブ、セドリック・アレキサンダー、マーク・ハスキンス、マーティ・スカル、ペンタゴン・ジュニア、コーディ・ローデス、サミ・キャラハン、トミー・エンド、ザック・セイバーJr.     | フェニックス、ウィル・オスプレイ、カイル・オライリー、マット・リドル、ダルトン・キャッスル、ジャック・ギャラガー、クリス・ヒーロー、獣神サンダー・ライガー、マーク・アンドリュース、ピート・ダン、ジョン・ヘニガン、マット・サイダル、カマイタチ、トレバー・リー、ジェフ・コブ、セドリック・アレキサンダー、マーク・ハスキンス、マーティ・スカル、ペンタゴン・ジュニア、コーディ・ローデス、サミ・キャラハン、トミー・エンド、ザック・セイバーJr.     | フェニックス、ウィル・オスプレイ、カイル・オライリー、マット・リドル、ダルトン・キャッスル、ジャック・ギャラガー、クリス・ヒーロー、獣神サンダー・ライガー、マーク・アンドリュース、ピート・ダン、ジョン・ヘニガン、マット・サイダル、カマイタチ、トレバー・リー、ジェフ・コブ、セドリック・アレキサンダー、マーク・ハスキンス、マーティ・スカル、ペンタゴン・ジュニア、コーディ・ローデス、サミ・キャラハン、トミー・エンド、ザック・セイバーJr.     |
| 第13回 | リコシェ | ジェフ・コブ キース・リー | 2017年9月3日 |
| 出場者 | ブライアン・ケイジ、デズモンド・エグザビエ、フラミータ、リコシェ、フラッシュ・モーガン・ウェブスター、マーティ・スカル、マーク・ハスキンス、トラヴィス・バンクス、ジョーイ・ジャネラ、サミー・ゲバラ、ジェフ・コブ、サミ・キャラハン、マット・サイダル、ペンタ・エル・0・M、マット・リドル、マイケル・エルガン、ジョナ・ロック、ザック・セイバーJr.、レイ・フェニックス、レイ・オルス、ドノヴァン・ダイジャック、キース・リー、ウォルター             | ブライアン・ケイジ、デズモンド・エグザビエ、フラミータ、リコシェ、フラッシュ・モーガン・ウェブスター、マーティ・スカル、マーク・ハスキンス、トラヴィス・バンクス、ジョーイ・ジャネラ、サミー・ゲバラ、ジェフ・コブ、サミ・キャラハン、マット・サイダル、ペンタ・エル・0・M、マット・リドル、マイケル・エルガン、ジョナ・ロック、ザック・セイバーJr.、レイ・フェニックス、レイ・オルス、ドノヴァン・ダイジャック、キース・リー、ウォルター             | ブライアン・ケイジ、デズモンド・エグザビエ、フラミータ、リコシェ、フラッシュ・モーガン・ウェブスター、マーティ・スカル、マーク・ハスキンス、トラヴィス・バンクス、ジョーイ・ジャネラ、サミー・ゲバラ、ジェフ・コブ、サミ・キャラハン、マット・サイダル、ペンタ・エル・0・M、マット・リドル、マイケル・エルガン、ジョナ・ロック、ザック・セイバーJr.、レイ・フェニックス、レイ・オルス、ドノヴァン・ダイジャック、キース・リー、ウォルター             |
| 第14回 | ジェフ・コブ | バンディード 鷹木信悟 | 2018年9月16日 |
| 出場者 | レイ・オルス、アダム・ブルックス、ジェフ・コブ、ダービー・アリン、PCO、ブロディ・キング、トレヴァー・リー、マルコ・スタント、フラミータ、プーマ・キング、T-Hawk、バンディード、ジョディ・フラッシュ、CIMA、デビッド・スター、ジョーイ・ジャネラ、サミー・ゲバラ、ジョナ・ロック、ウォルター、ティモシー・サッチャー、鷹木信悟、イリヤ・ドラグノフ、DJZ、ロビー・イーグルス                                                                            | レイ・オルス、アダム・ブルックス、ジェフ・コブ、ダービー・アリン、PCO、ブロディ・キング、トレヴァー・リー、マルコ・スタント、フラミータ、プーマ・キング、T-Hawk、バンディード、ジョディ・フラッシュ、CIMA、デビッド・スター、ジョーイ・ジャネラ、サミー・ゲバラ、ジョナ・ロック、ウォルター、ティモシー・サッチャー、鷹木信悟、イリヤ・ドラグノフ、DJZ、ロビー・イーグルス                                                                            | レイ・オルス、アダム・ブルックス、ジェフ・コブ、ダービー・アリン、PCO、ブロディ・キング、トレヴァー・リー、マルコ・スタント、フラミータ、プーマ・キング、T-Hawk、バンディード、ジョディ・フラッシュ、CIMA、デビッド・スター、ジョーイ・ジャネラ、サミー・ゲバラ、ジョナ・ロック、ウォルター、ティモシー・サッチャー、鷹木信悟、イリヤ・ドラグノフ、DJZ、ロビー・イーグルス                                                                            |
| 第15回 | バンディード | ジョナサン・グレシャム デビッド・スター | 2019年9月22日 |
| 出場者 | A-キッド、ジョナサン・グレシャム、アルテミス・スペンサー、ダービー・アリン、ミック・モレッティ、オレンジ・キャシディ、バンディード、ケイヴマン・アグ、ジェイク・アトラス、トニー・デペン、レイ・フェニックス、ラッキー・キッド、ジョーイ・ジャネラ、ブロディ・キング、バルバロ・カベルナリオ、ジャングル・ボーイ、ブラック・タウルス、レイ・オルス、デビッド・スター、ラレド・キッド、ジェフ・コブ、ドラゴン・リー、ペンタ・エル・0・M、関本大介      | A-キッド、ジョナサン・グレシャム、アルテミス・スペンサー、ダービー・アリン、ミック・モレッティ、オレンジ・キャシディ、バンディード、ケイヴマン・アグ、ジェイク・アトラス、トニー・デペン、レイ・フェニックス、ラッキー・キッド、ジョーイ・ジャネラ、ブロディ・キング、バルバロ・カベルナリオ、ジャングル・ボーイ、ブラック・タウルス、レイ・オルス、デビッド・スター、ラレド・キッド、ジェフ・コブ、ドラゴン・リー、ペンタ・エル・0・M、関本大介      | A-キッド、ジョナサン・グレシャム、アルテミス・スペンサー、ダービー・アリン、ミック・モレッティ、オレンジ・キャシディ、バンディード、ケイヴマン・アグ、ジェイク・アトラス、トニー・デペン、レイ・フェニックス、ラッキー・キッド、ジョーイ・ジャネラ、ブロディ・キング、バルバロ・カベルナリオ、ジャングル・ボーイ、ブラック・タウルス、レイ・オルス、デビッド・スター、ラレド・キッド、ジェフ・コブ、ドラゴン・リー、ペンタ・エル・0・M、関本大介      |
| 第16回 | ダニエル・ガルシア | マイク・ベイリー | 2022年1月29～30日 |
| 出場者 | ジョナ・ロック、\|アレックス・シェリー、\|ケビン・ブラックウッド、\|リオ・ラッシュ、\|ブラック・タウルス、\|ダニエル・ガルシア、\|ジャック・カートウィール、\|バンディード、\|リー・モリアーティ、\|デイビー・リチャーズ、\|アラミス、\|ジョナサン・グレシャム、\|JDドレイク、\|レイ・ホルス、\|マイク・ベイリー\|バディ・マシューズ | ジョナ・ロック、\|アレックス・シェリー、\|ケビン・ブラックウッド、\|リオ・ラッシュ、\|ブラック・タウルス、\|ダニエル・ガルシア、\|ジャック・カートウィール、\|バンディード、\|リー・モリアーティ、\|デイビー・リチャーズ、\|アラミス、\|ジョナサン・グレシャム、\|JDドレイク、\|レイ・ホルス、\|マイク・ベイリー\|バディ・マシューズ | ジョナ・ロック、\|アレックス・シェリー、\|ケビン・ブラックウッド、\|リオ・ラッシュ、\|ブラック・タウルス、\|ダニエル・ガルシア、\|ジャック・カートウィール、\|バンディード、\|リー・モリアーティ、\|デイビー・リチャーズ、\|アラミス、\|ジョナサン・グレシャム、\|JDドレイク、\|レイ・ホルス、\|マイク・ベイリー\|バディ・マシューズ |